# Séries de divisions

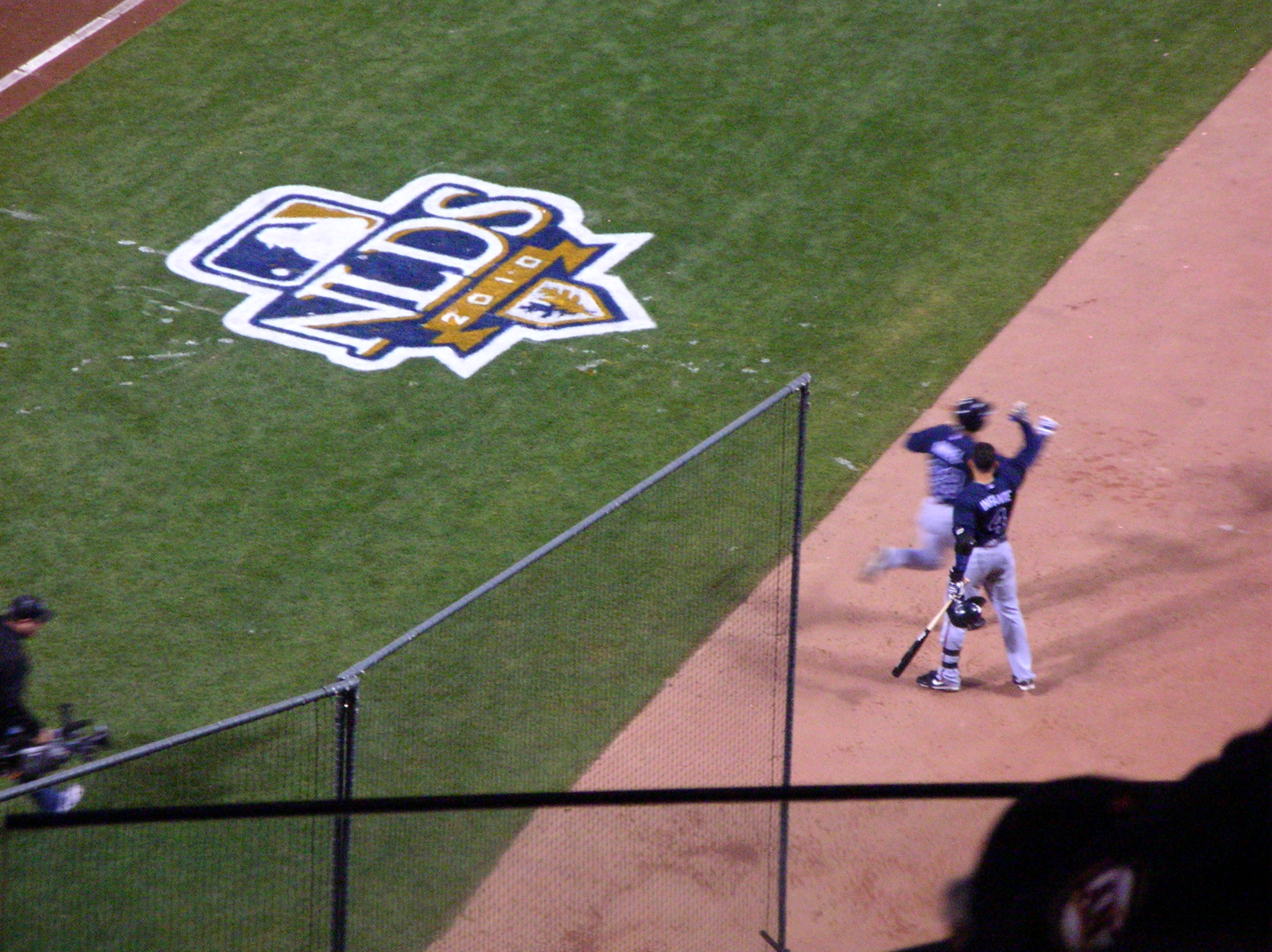
Le logo des Séries de division 2010 (NLDS) sur le terrain du AT&T Park de San Francisco.

Les Séries de divisions sont la première ronde des séries éliminatoires dans les Ligues majeures de baseball.
Elles ont lieu sur une base annuelle, en octobre, dans les deux ligues majeures, la Ligue américaine et la Ligue nationale, depuis la saison 1995. 
Les Séries de divisions sont au nombre de deux par ligue, et sont disputées dans un format trois de cinq, la première équipe à remporter trois victoires accédant à la Série de championnat de la Ligue américaine ou la Série de championnat de la Ligue nationale, dernière étape avant la Série mondiale, grande finale du baseball majeur.
En anglais, elles sont appelées Division Series, et on y réfère souvent par les acronymes NLDS, pour National League Division Series, ou ALDS, pour American League Division Series.

## Séries de divisions en 1981
En 1981, la saison régulière des ligues majeures de baseball fut interrompue pendant 50 jours par une grève des joueurs. Lors du retour au jeu, la ligue décida d'utiliser une formule peu conventionnelle pour cette saison seulement. Elle détermina que les équipes se trouvant en tête de leurs divisions au moment de l'arrêt de jeu seraient nommées championnes de la première moitié de saison, et accéderaient automatiquement aux séries éliminatoires. Les matchs restant au calendrier régulier serviraient à déterminer le classement des équipes pour la seconde moitié, qui couronnerait à son tour des champions dans les divisions Est et Ouest. Le baseball majeur avait prévu de permettre à un wild card (meilleur deuxième) de passer en séries si le champion d'une division s'avérait être le même lors des deux moitiés de la saison, mais cette éventualité ne se concrétisa pas.
Cet arrangement ne fit pas l'unanimité, et les détracteurs pointèrent le fait que les Reds de Cincinnati, auteur du meilleur dossier des majeures (66-42) cette saison-là, ratèrent malgré tout leur qualification en terminant deuxièmes dans chacune des deux moitiés du calendrier.
Les Séries de divisions de 1981 dans les ligues Nationale et Américaine furent présentées à titre exceptionnel. Dans les Séries de divisions de la Ligue nationale, les Dodgers de Los Angeles éliminèrent les Astros de Houston en cinq parties, et les Expos de Montréal réservèrent le même sort aux Phillies de Philadelphie, en cinq matchs également. Dans les Séries de division de la Ligue américaine, les A's d'Oakland balayèrent les Royals de Kansas City en trois rencontres et les Yankees de New York triomphèrent des Brewers de Milwaukee en cinq parties.
Dès 1982 les ligues majeures retournèrent aux saisons régulières de 162 parties et à la formule régulière d'un seul tour éliminatoire avant la Série mondiale.

## Séries de divisions depuis 1995
Les Séries de divisions telles qu'on les connaît maintenant furent instaurées pour la saison 1994 et coïncidèrent avec le réarrangement des divisions du baseball majeur, alors que les 28 équipes de l'époque furent redistribuées entre 6 sections, plutôt que 4, et qu'il fut permis à 8 équipes au lieu de 4 de participer aux éliminatoires. 
Cependant, en raison d'une nouvelle grève des joueurs qui mena cette fois à l'annulation de la fin de la saison 1994 et des éliminatoires, cette nouvelle formule de séries à trois rondes ne fut présenté pour la première fois qu'en 1995. C'est donc cette année-là que les Séries de divisions telles qu'on les connaît actuellement furent présentées pour la première fois.